# Tribonijan
Tribonijan, (500-547 n.e.) je bio vizantijski pravnik poreklom iz Pamfilije u Maloj Aziji.
Radio je kao advokat u Konstantinopolju. Bio je jedan od najpoznatijih i najboljih pravnika svoga doba. Ubrzo je dospeo da najviših položaja i do titule magister sacri palatii (što bi danas odgovaralo zvanju ministra pravde).
Bio je glavni pravnik Justinijana I, koji mu je 530. godine poverio rad na kodifikaciji prava koja bi važila za celu imperiju. Izradio je Justinijanov kodeks, a bio je vođa komisije za izradu Corpus iuris civillis-a (zbornika građanskog prava).
Najvažniji i najobimniji deo kodifikacije predstavljaju Digesta (grčki Pandekta), sadržani u pedeset knjiga podeljenih na naslove (tituluse) u okviru kojih se skupljeni fragmenti rimskih pravnika koji se odnose na te naslove (pravna pitanja). Ona je stupila na snagu 533. godine.